# Mendoncia cordata
Mendoncia cordata är en akantusväxtart som beskrevs av Emery Clarence Leonard. Mendoncia cordata ingår i släktet Mendoncia och familjen akantusväxter. Inga underarter finns listade i Catalogue of Life.